# Powstanie w meczecie Gouharszad
Powstanie w meczecie Gouharszad – zryw przeciwko polityce szacha Iranu Rezy Pahlawiego, który miał miejsce w 1935 w meczecie Gouharszad w Meszhedzie.
Jednym z powodów wybuchu powstania w Meszhedzie było zniesienie nakazu noszenia tzw. czarczafów (zasłon twarzy kobiet). Grupa oburzonych pielgrzymów zgromadziła się w domu ajatollaha Hosejna Tabatabajego Ghomiego, organizując u niego centrum oporu. Próby negocjacji z rządem szacha Rezy Pahlawiego zakończyły się fiaskiem i aresztowaniem przywódców rebelii. 11 lipca 1935 tłumy wiernych zgromadziły się przed meczetem Gouharszad w sanktuarium Imama Rezy. W odpowiedzi wojsko ostrzelało protestujących, zabijając i raniąc setki ludzi. Na wieść o masakrze za broń chwycili mieszkańcy miasta. Uzbrojeni w sierpy, kosy i łopaty zaatakowali żołnierzy przed meczetem, zmuszając ich do odwrotu. W reakcji na to, rząd skierował do Meszhedu kolejne oddziały, które po obsadzeniu ważnych strategicznie punktów ostrzelały powstańców z broni maszynowej. Ostatecznie stosując terror i represje siły rządowe stłumiły powstanie. 